# Kaïrat Oumarov
Kaïrat Oumarov (en kazakh : Қайрат Ермекұлы Омаров, Qaïrat Iermekouly Omarov ; en russe : Кайрат Ермекович Умаров, Kaïrat Iermekovitch Oumarov), né le 12 janvier 1963 à Ferghana (Ouzbékistan), est un diplomate kazakh. 
Il a été ministre adjoint des Affaires étrangères du Kazakhstan de 2009 à 2012, ainsi qu'ambassadeur en Inde, au Sri Lanka et aux États-Unis. Il est l'actuel représentant permanent du Kazakhstan auprès des Nations unies depuis 2017, ainsi que le président du Conseil de sécurité des Nations unies pour le mois de janvier 2018.